# Wladimir Georgijewitsch Bok

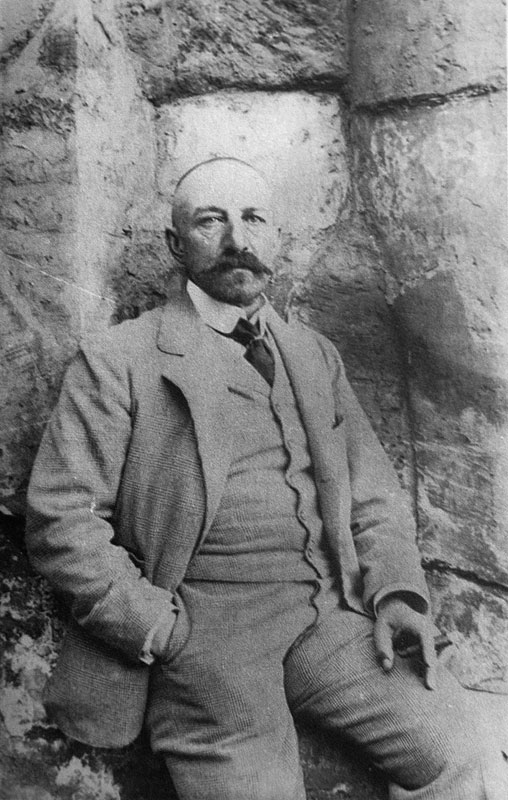
Wladimir Georgijewitsch Bok in Ägypten, 1888/1889

Wladimir Georgijewitsch Bok (russisch Владимир Георгиевич Бок, wissenschaftliche Transliteration Vladimir Georgievič Bok’’, auch Wladimir/Vladimir Georgiewitsch/Georgievich von/de Bock/Bok) (* 9. August 1850 im Ujesd Chwalynsk (Gouvernement Saratow); † 16. Mai 1899 in Berlin) war ein russischer Archäologe und Koptologe.

## Leben
Wladimir war Angehöriger der Adelsfamilie Bock a.d.H. Lachmes. Sein Vater war Georg von Bock.
Er studierte Naturwissenschaften an der Universität St. Petersburg. Später wurde er kaiserlich russischer Wirklicher Staatsrat. Ab 1886 war er Kurator für mittelalterliche und Renaissance-Kunst an der Eremitage in St. Petersburg und begründete hier die Sammlung koptischer Altertümer. Zudem war er auch Kurator im Museum der Russischen Archäologischen Gesellschaft.
Er war zweimal in Ägypten, um hier koptische Objekte für die russischen Museen zu erwerben und koptische Denkmäler zu studieren. Erstmals reiste er 1888/1889 in Begleitung des Ägyptologen Wladimir Golenischtschew (1856–1947) nach Ägypten. Eine zweite Expedition wurde ihm 1897/98 finanziert. In dieser Zeit erstellte er Zeichnungen, Beschreibungen und Fotografien der koptischen Friedhöfe von Naqada, Samaina und al-Bagawat (Senke Charga) sowie von Monumenten in Achmim, Asyut, Athribis, Deir el-Chadad, Esna, Sohag (Weißes und Rotes Kloster). Zudem erstellte er Zeichnungen von allen koptischen Stelen in den Museen von Gizeh und Alexandria.

## Seine Bedeutung
Die von Wladimir Georgiewitsch Bok erworbenen Kunstobjekte wie Skulpturen, Grabsteine, Metall-, Bein-, Glas- und Keramikerzeugnisse, Papyri, Ostraka und Mumienetiketten bilden heute die Basis der koptischen Sammlung der Eremitage in St. Petersburg. Auch wenn ohne entsprechende Ausbildung, verschrieb er sich der Erforschung der koptischen Kunst und des koptischen Handwerks. Er erkannte die eigenständige Stellung der koptischen Kunst. Seine bedeutendsten Funde stellte er erstmals 1890 auf dem 8. archäologischen Kongress im Vortrag und einer Ausstellung in Moskau vor. Er gilt somit als Pionier der russischen Forschung zur koptischen Kultur und Kunst.
Seine Veröffentlichungen erschienen zumeist in den Notes of the Imperial Russian Archaeological Society (ZIRAO). Sein Hauptwerk, die Materīaly po archeologīi christīanskago Egipta, erschien zweisprachig erst posthum 1901. Schwerpunkte sind die Monumente in der Senke Charga und in Sohag.

## Publikationen
- V. G. Bok: On Coptic Art. In: Transactions of the 8th Archaeological Congress held in Moscow in 1890. Band 3, Moskau 1897, S. 218–245.
- В[ладимир] Г. Бокъ (Vladimir Georgievīč Bok) = W. de Bock: Матеріалы по археологіи христіанскаго Египта: посмертное изданіе (= Materīaly po archeologīi christīanskago Egipta: posmertnoe izdanīe.) = Matériaux pour servir à l’archéologie de l’Égypte chrétienne: édition posthume. Imprimerie Eugéne Thiele Succ., St. Pétersbourg 1901 (zweisprachig: russisch und französisch) (Volltext online).